# Seznam proboštů Kolegiátní kapituly sv. Kosmy a Damiána ve Staré Boleslavi
Toto je seznam proboštů Kolegiátní kapituly sv. Kosmy a Damiána ve Staré Boleslavi.

## Probošti
- Meinhardus (1054)
- Hermannus I. (1079)
- Zbutko z Kolowrat (1099)
- Hermannus II. (1194)
- Bohuta (1222)
- Heřman III. z Vartenberka († 1257)
- Pardus (1282)
- Petrus I. (1351–1354)
- Záviš z Račiněvsi (1362)
- Mikuláš z Kroměříže (1362), arcijáhen boleslavský a protonotář Karla IV.
- Petrus II. de Janowitz (1371)
- Burkardus de Kolowrat (1379)
- Jan z Janovic (1384)
- Vilém Zajíc z Házmburka (1398), probošt litoměřický a boleslavský
- Wlachinko z Veitmile (1400)
- František z Benešova (1406–1419)
- Michael de Pacest (1421 – † 1434), kancléř císaře Zikmunda
- Petr III. ze Strakonic (1482)
- Václav Hájek z Libočan († 1553)
- Václav Franta (1572–1580)
- Petr IV. Pěšin (1581–1583)
- Benedikt Chyský ze Špicberka († 1595)
- Václav Albín z Helfenburka (1601)
- Jan Zlatoústý Kilian (1617–1624)
- Jan Ctibor Kotva z Freifelsu (1627–1630), probošt boleslavský a litoměřický
- Felix de Cancellariis (1630–1632)
- Rudolf Roder z Feldburgu (1654–1657)